# شركة أراكتيك سلوب ريجيونال

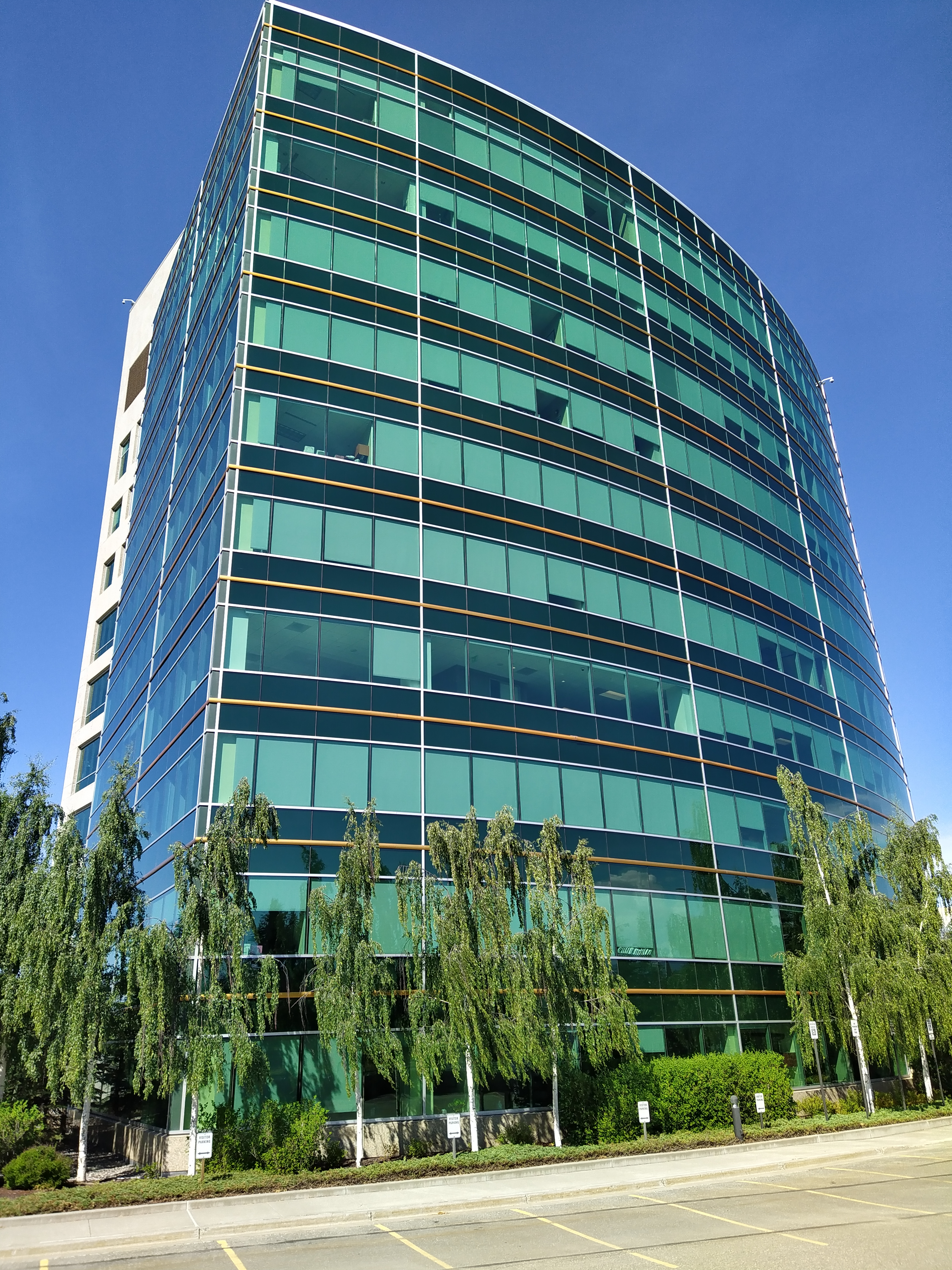
مكاتب الشركة في وسط مدينة أنكوريج

شركة أراكتييك سلوب ريجيونال أو (ASRC) ، هي واحدة من 13 شركة إقليمية أصلية في ألاسكا تم إنشاؤها بموجب قانون تسوية مطالبات سكان ألاسكا الأصليين لعام 1971 (ANCSA) لتسوية مطالبات أراضي السكان الأصليين. تأسست شركة أراكتيك سلوب ريجيونال في ألاسكا في 22 يونيو 1972.  يقع مقرها الرئيسي في بارو ، ألاسكا ، ولها مكاتب إدارية في أنكوراج ،  أراكتيك سلوب ريجيونال هي شركة هادفة للربح تضم ما يقرب من 11000 من المساهمين الأصليين في ألاسكا من أصل انوبياك إنويت 
هي شركة خاصة هادفة للربح كان مساهموها الأوليون هم 13000 إنيوبيال إسكيمو المدرجة في تعداد عام 1970 في الولايات المتحدة. لديها 4000 موظف في ألاسكا وثلاث ولايات أمريكية أخرى. بلغ إجمالي إيراداتها في عام 2015 2.5 مليار دولار. منذ إنشائها ، سلمت أكثر من 915 مليون دولار كأرباح للمساهمين. منذ عام 1912 ، وزعت 90 مليون دولار لدعم الفرص الاجتماعية والاقتصادية في المنطقة. وهذا يشمل المنح الدراسية وبرامج التدريب للمؤهلين إنيوبيات. 
وهناك هي واحدة من أكبر ملاك الأراضي الخاصة في ألاسكا ، مع ملكية بسيطة تبلغ 5 ملايين فدان من الأراضي. أراضيها لديها إمكانات عالية للتطوير. بعد إنشاء الشركة من قبل الكونغرس الأمريكي في عام 1971 ، تلقت الشركة حصة من 963 مليون دولار قدمها قانون تسوية مطالبات الأراضي في ألاسكا ، بالإضافة إلى عدد من الأفدنة من الأراضي بما يتناسب مع حجم القرى في منطقتها. كانت قادرة على تحديد والحصول على حق ملكية قطع الأرض دون قيود على أي ملكية سابقة أو مطالبة بالأرض. استعانت بخبراء لتحديد الأراضي ذات الإمكانات الكبيرة للبترول والأخشاب والأسماك والطرائد والتنمية السياحية. وتشمل أراضيها نصف حقل ألبين النفطي الذي تبلغ مساحته 429 مليون برميل والذي بدأ الإنتاج في عام 2001. 
في عام 2016 ، تم تصنيف شركة أراكتيك سلوب ريجيونال في المرتبة الرابعة من بين 92 شركة للنفط والغاز والتعدين فيما يتعلق بحقوق السكان الأصليين في القطب الشمالي. 
في عام 2021 ، تم تصنيف شركة أراكتيك سلوب ريجيونال على أنها لا. 14 شركة مسؤولة بيئيًا من بين 120 شركة نفط وغاز وتعدين تشارك في استخراج الموارد شمال الدائرة القطبية الشمالية في مؤشر المسؤولية البيئية في القطب الشمالي (AERI). 

## روابط خارجية
- الموقع الرسمي